# Eduardo Merchán
Eduardo Merchán es un deportista español que compitió en taekwondo. Ganó una medalla de bronce en el Campeonato Mundial de Taekwondo de 1977, y una medalla de bronce en el Campeonato Europeo de Taekwondo de 1976.

## Palmarés internacional
| Campeonato Mundial | Campeonato Mundial       | Campeonato Mundial | Campeonato Mundial |
| Año                | Lugar                    | Medalla            | Categoría          |
| ------------------ | ------------------------ | ------------------ | ------------------ |
| 1977               | Chicago (Estados Unidos) | Medalla de bronce  | –68 kg             |
| Campeonato Europeo |                          |                    |                    |
| Año                | Lugar                    | Medalla            | Categoría          |
| 1976               | Barcelona (España)       | Medalla de bronce  | –53 kg             |